# 앤서니 심코
앤서니 심코(Anthony Simcoe, 1969년 6월 7일 ~ )는 오스트레일리아의 배우이다.
시드니에서 태어났다.

## 출연 작품

### 영화
- 더 캐슬 (1997, The Castle)
- Oops! (1999) - 단편
- 님스 아일랜드 (2008)

### 텔레비전
- 파스케이프 (1999년) - 카 다고 역